# Pontocyprididae
Pontocyprididae är en familj av kräftdjur. Enligt Catalogue of Life ingår Pontocyprididae i överfamiljen Pontocypridoidea, ordningen Podocopida, klassen musselkräftor, fylumet leddjur och riket djur, men enligt Dyntaxa är tillhörigheten istället ordningen Podocopida, klassen musselkräftor, fylumet leddjur och riket djur. Enligt Catalogue of Life omfattar familjen Pontocyprididae 10 arter. 
Pontocyprididae är enda familjen i överfamiljen Pontocypridoidea.
Kladogram enligt Catalogue of Life och Dyntaxa:
| Pontocyprididae | \| \| Argilloecia \| \| \| \| \| \| Pontocypris \| \| \| \| \| \| Propontocypris \| \| \| \| \| \| Thomontocypris \| \| \| \| |
|                 | \| \| Argilloecia \| \| \| \| \| \| Pontocypris \| \| \| \| \| \| Propontocypris \| \| \| \| \| \| Thomontocypris \| \| \| \| |
|                 | Argilloecia |
|                 | |
|                 | Pontocypris |
|                 | |
|                 | Propontocypris |
|                 | |
|                 | Thomontocypris |
|                 | |